# The Sun Dance
The Sun Dance è la prima opera lirica sui nativi americani scritta da una di loro, Zitkala-Sa (poi nota come Gertrude Bonnin, dopo il matrimonio, e con il soprannome di "Red Bird" in lingua lakota) nel 1913.

## Sviluppo
Zitkala-Sa attinse al suo retaggio yankton sioux sia per la stesura del libretto che per le canzoni dell'opera "The Sun Dance". Questa opera venne composta assieme a William F. Hanson, musicista e insegnante alla Brigham Young University.
A differenza dei tentativi degli "indigenisti americani" di creare opere con temi sugli indiani d'America, con libretti scritti e musica composta da non indiani, "The Sun Dance" (1913) nacque da una collaborazione nella quale Zitkala-Sa contribuì con parte della musica, anche se per anni non ricevette alcun credito. Nel corso della sua carriera scolastica aveva studiato anche musica classica Dopo aver insegnato musica e studiato violino al  New England Conservatory of Music di Boston, collaborò con Hanson, nello Utah per comporre un'opera sugli indiani d'America.
Eseguì e trascrisse "melodie sioux", alle quali lei e Hanson aggiunsero armonie e testi. Poiché le melodie degli indiani d'America erano una tradizione orale, cercare di adattarle all'uso in un'opera era, secondo Warburton, "come forzare un proverbiale piolo quadrato in un buco rotondo". Zitkala-Sa e Hanson riuscirono nella transizione con successo. Nell'opera si esibirono cantanti e ballerini nativi, sebbene i ruoli principali fossero interpretati da cantanti europeo-americani con formazione operistica.
L'importanza della Zitkala-Sa nell'opera degli indiani d'America non può essere sottovalutata ma gli studiosi non sono d'accordo sulla portata del suo ruolo. Pochissime opere americane su temi degli indiani d'America, utilizzando artisti indigeni, vennero composte da indiani d'America nella sua epoca. Questa donna yankton fu probabilmente la prima compositrice indigena che si possa ritenere abbia raggiunto questo obiettivo. Secondo Catherine Parsons Smith, venne aiutata da William F. Hanson, che insegnava alla Brigham Young University e continuò a comporre opere basate su temi dei nativi americani. Ma Hanson è generalmente accreditato come compositore dell'opera e Tara Browner descrive Zitkala-Sa come una collaboratrice. La prima dell'opera venne data nello stesso anno a Vernal nello Utah. L'opera fu poi rappresentata nel 1938 a New York dalla compagnia New York Light Opera Guild.